# Cabildo de Buenos Aires
En el edificio llamado Cabildo de Buenos Aires funcionó el Cabildo de la Ciudad de la Santísima Trinidad y Puerto de Nuestra Señora del Buen Ayre, una institución que inicialmente fue un cabildo colonial fundado por Juan de Garay en 1580 durante la segunda fundación de la ciudad de Buenos Aires y que luego de la Revolución de Mayo de 1810, que derrocó al virrey español Baltasar Hidalgo de Cisneros y derivó en la guerra que llevó a la independencia de las Provincias Unidas del Río de la Plata, se transformó en una Junta de Gobierno que funcionó hasta su disolución en 1821 por el gobernador de Buenos Aires Martín Rodríguez.
También en el edificio del Cabildo de Buenos Aires funcionó la Real Audiencia de Buenos Aires, el más alto tribunal de apelación de segunda instancia en el territorio, desde 6 de abril de 1661 hasta el 23 de enero de 1812, cuando se la reemplazó por una Cámara de Apelaciones. El 13 de septiembre de 1810,  la Primera Junta creó la Biblioteca Pública de Buenos Aires, siendo su primera ubicación, durante dos años, el edificio del Cabildo. Pero la institución que funcionó por más tiempo en ese edificio fue la Cárcel de Buenos Aires, desde 1608 hasta 1877, cuando se transfirieron sus presos a la desaparecida Penitenciaría Nacional de la calle Las Heras, cuando fue inaugurada. Desde noviembre de 1939 el edificio funciona como museo.
En la actualidad la expresión cabildo de Buenos Aires se utiliza para referirse al edificio que albergó al ayuntamiento, el cual, con modificaciones en su estructura, es hoy el Museo Histórico Nacional del Cabildo y de la Revolución de Mayo.
El edificio del cabildo se halla situado en la calle Bolívar n.º 65, en donde ocupa un solar asignado para él por el fundador de la ciudad, Juan de Garay, frente a la plaza de Mayo, el centro fundacional de la ciudad. Fue declarado monumento histórico nacional en 1933 y fue objeto de sucesivas alteraciones, fijándose su aspecto actual en 1940.

## Aspectos históricos del edificio

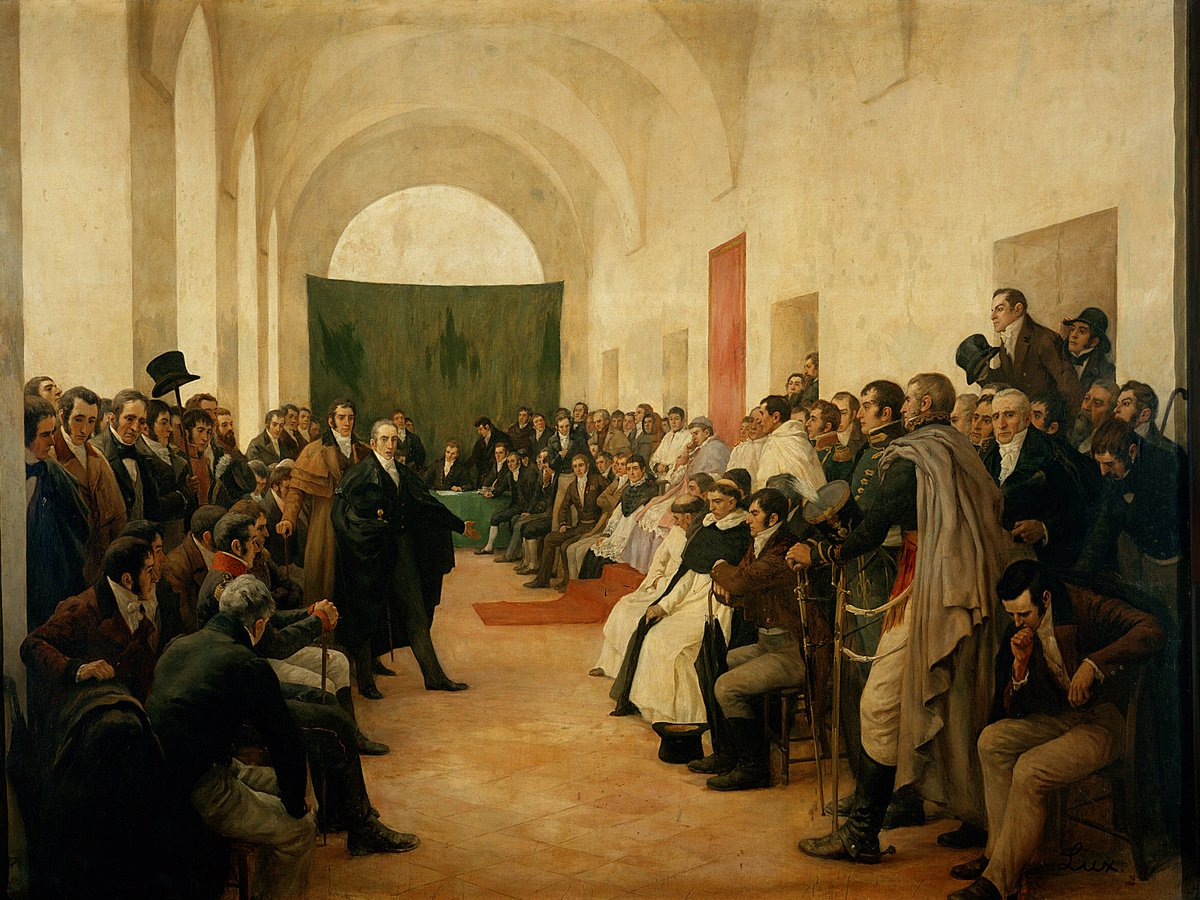
Cabildo Abierto, 22 de mayo de 1810.

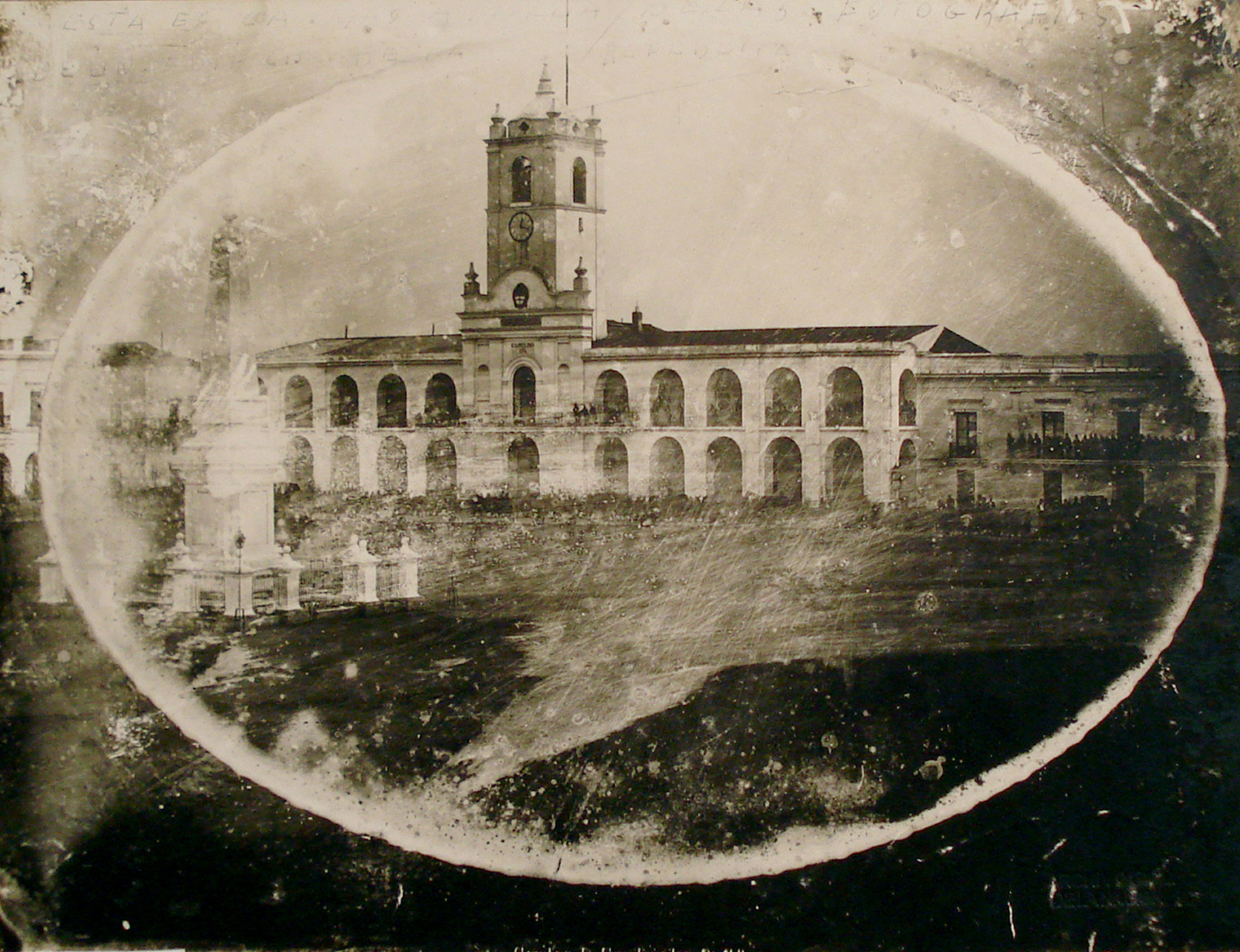
Primera fotografía del Cabildo original, tomada en 1852. Todavía tenía el reloj español de 1763, y el Escudo Nacional en la fachada. Notar la ubicación -relativamente próxima al Cabildo- de la Pirámide de Mayo, la cual actualmente está desplazada hacia el centro de la plaza de Mayo

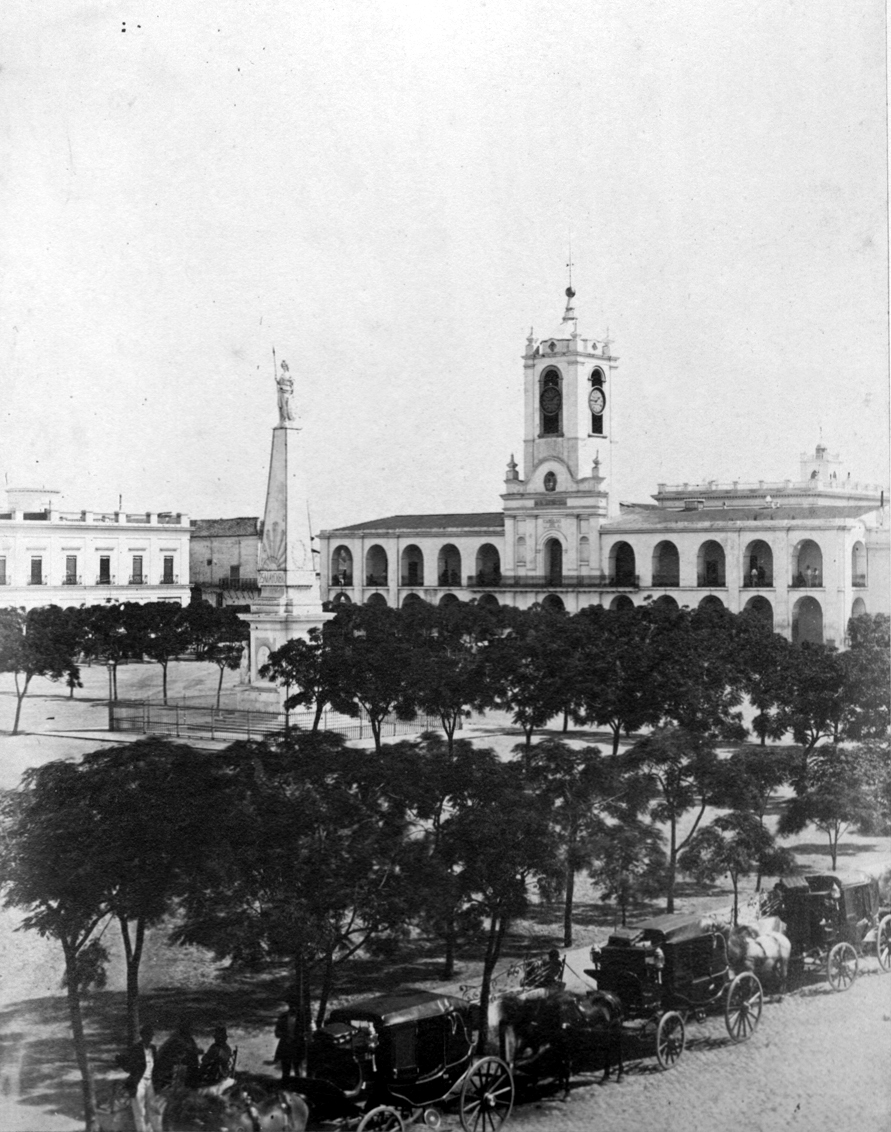
Edificio del Cabildo en 1864, ya con el reloj inglés y la plaza Mayor arbolada con paraísos, notar que aún la Pirámide de Mayo, aunque ya exornada con relieves y una escultura, se encontraba mucho más próxima al Cabildo que en la actualidad.

Cuando Juan de Garay fundó definitivamente la ciudad de Buenos Aires en 1580, la humildad del asentamiento era tal que no fue construido un edificio para instalar el Ayuntamiento, sino que sus reuniones se realizaban en las casas de los vecinos, encerrando a los presos en las casas de los mismos cabildantes.
El gobernador Hernandarias primero cedió una de las construcciones del Fuerte para que funcionase como Sala Capitular, y más tarde ordenó la instalación de un horno de tejas para la obra del edificio propio para el Cabildo.

### Primera construcción
El 3 de marzo de 1608, el alcalde Manuel de Frías propuso la necesidad de construir un cabildo. Ese 30 de junio, Hernandarias comunicó que los trabajos ya habían comenzado. El lote para el nuevo edificio ya había sido asignado por Garay en 1580.
En realidad el solar, situado al frente de la plaza Mayor, se encontraba en contra de lo reglamentado por las Leyes de Indias, que establecían que el cabildo debía ubicarse entre la plaza y el templo, junto a las Casas Reales y a la Aduana, en un sector más lejano.
La obra se financió por medio de nuevos impuestos a las naves que entraban y salían del puerto de Buenos Aires.
La construcción de las dos humildes salas (la Sala Capitular y la Cárcel) estuvo a cargo del alarife Juan Méndez, mientras que Hernando de la Cueva estuvo a cargo de la tirantería, Pedro Ramírez de las puertas y ventanas, Hernando Álvarez del revoque y blanqueo y unos tejeros brasileros de la techumbre.
Su construcción finalizó hacia 1610, aunque al poco tiempo comenzaron varias remodelaciones a su forma original que terminarían después de 200 años.
En 1612 concluyeron las obras de las Casas del Cabildo, que incluían un solar y locales que luego se alquilarían. Después de dos años, y debido a la cantidad de presos alojados, el Cabildo resultó chico y tuvo que ser destinado totalmente a su función de cárcel, con lo cual las reuniones de autoridades se realizaron en la casa del gobernador y posteriormente en el fuerte.
Debido a que durante varios años no se hizo un mantenimiento del edificio, pronto se lo vio en ruinas. El primitivo Cabildo comenzó a derrumbarse ya en 1632, con lo cual se emprendió la construcción de uno nuevo, que recién comenzó en 1635 y se extendió durante más de cinco años debido a la falta de fondos.
En mayo de 1682, las autoridades propusieron la construcción de un edificio de dos plantas, que contendría:
- Planta alta: Sala Capitular y Archivo.
- Planta baja: cárcel para personas privilegiadas, calabozos comunes para hombres y otro para mujeres, cuarto para vigilancia y habitaciones para jueces y escribanos.

Sin embargo, el proyecto no progresó, y la ciudad se contentó con mantener el viejo edificio, insuficiente a medida que comenzaba a crecer la población.

### Segunda construcción
En 1711 la Corona autorizó a que se realizara una construcción más sólida.
Después de rechazar en 1722 un proyecto del ingeniero Domingo Petrarca, por considerarlo demasiado costoso, el 23 de julio de 1725 comienza la construcción del nuevo edificio, según planos de los arquitectos jesuitas Giovanni Battista Primoli y Andrea Bianchi, castellanizado en la colonia como Andrés Blanqui. Inicialmente la planta realizada por Primoli tenía forma de una "u" constituida por una suma de habitaciones, aunque a Blanqui le tocó el diseño de la parte más notoria: la fachada. Siendo Blanqui de origen lombardo, de acuerdo con los estudios llevados a cabo en el siglo XX por Dalmasio Sobrón, la arquitectura de la fachada está más relacionada con el barroco de Lombardía, en donde tuvo vigencia una tradición manierista, que con el típico de España. Por otra parte, Blanqui estaba más inspirado por tratadistas italianos del siglo XVI como Palladio, Serlio y Vignola; es por eso que, pese a ser un edificio bastante austero, para el Cabildo porteño Blanqui hizo uso del arco albertiano, por el cual se retoma el motivo del arco triunfal romano, con la peculiaridad de que en el Cabildo se le utiliza superpuesto en dos plantas: en el centro de la galería superior que da al balcón y en el centro de la galería inferior. Otro elemento de la tradición lombarda son las pilastras toscanas pareadas de modo que forman nichos entre ellas (en la tradición italiana tales nichos servían para ubicar esculturas en ellos, aunque en el Cabildo esto nunca se llevó a cabo), tales pilastras articulan decorativamente al muro de la fachada. Otro elemento del barroco lombardo es la cornisa curva de la torre semejante a la del Santuario della Madonna dei Ghirli.

La construcción se vio postergada con la partida de los arquitectos a la ciudad argentina de Córdoba en 1728, en donde se dedicarían a la prosecución de las obras de la Catedral de dicha ciudad. Los trabajos en el Cabildo porteño se reiniciaron en 1731, a cargo de los maestros albañiles Miguel Acosta y Julián Preciado. En agosto de 1731 se reiniciaron las obras, que nuevamente se suspendieron en 1732 por falta de presupuesto. Así, el edificio fue entregado para su uso hacia 1740.
En 1748, un conjunto de carpinteros y herreros encabezados por Diego Cardoso dotó de puertas y rejas al Cabildo, y ante la pobreza del Ayuntamiento, se les llegó a pagar por su trabajo con barras de chocolate. En octubre de 1763 fue comprado en Cádiz un reloj para instalar en la torre del edificio, que con sus campanadas se destacaría en la tranquila ciudad, hasta que en 1770 el gobernador Bucarelli ordenó que dejase de sonar.
En 1765, se dio por terminada la torre del Cabildo, y en 1767 se amplió la cárcel hacia los fondos del terreno, pudiendo recién entonces separar a hombres de mujeres. En febrero de 1779 ocurrió un suceso casi fantástico, cuando en una tormenta la torre del edificio fue alcanzada por un rayo (según versiones, este tocó directamente la frase "Casa de Justicia", borrando la sílaba Jus), y los mecanismos del reloj quedaron seriamente dañados. En 1783 se logró finalizar la Capilla y se agregaron más calabozos, y en 1794 el edificio fue sometido a una restauración general. El balcón concejil de hierro fue agregado a fines del siglo XVIII.
Después de los sucesos de la Revolución de Mayo, de los cuales el Cabildo fue epicentro, este organismo fue disuelto en 1821, y a partir del año siguiente comenzaron a funcionar en el edificio fueros civiles.
Durante las siguientes décadas el Cabildo se mantuvo sin mayores modificaciones, e incluso su reloj comenzó a sufrir recurrentes averías debido a su antigüedad, en tiempos de Juan Manuel de Rosas, al punto de que un cronista francés comentó burlonamente, en 1850, que el gobernador terminó ordenando a los relojeros de la ciudad que ajustaran sus cronómetros al reloj del Cabildo, sin importar la hora que diese. En 1860, este reloj fue reemplazado por uno adquirido en la casa inglesa Thwaites & Reed, mientras que el viejo reloj español fue trasladado a la iglesia de Balvanera, donde volvería a ser sustituido por otro, y no se sabe más de él.

### Torre del Cabildo

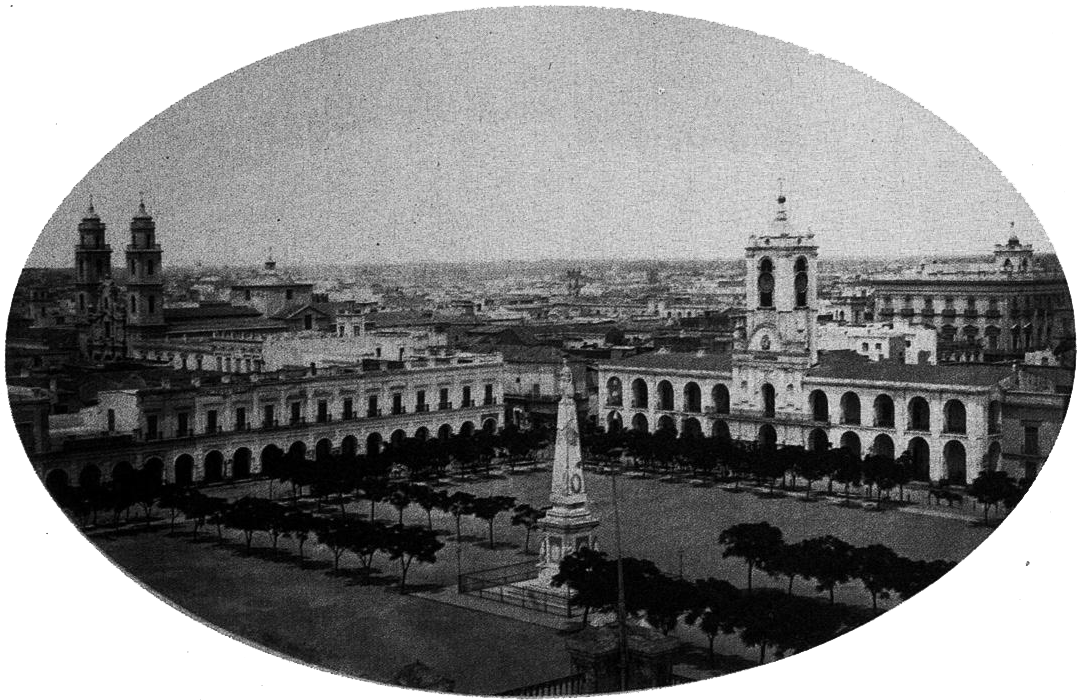
El Cabildo, la Pirámide y la iglesia de San Ignacio, 1867.

La torre, elemento característico en los ayuntamientos medievales, se incorporó definitivamente en 1765, aunque luego sufrió drásticas modificaciones. En 1879, avanzó el proyecto para instalar en el antiguo edificio la Cámara Civil, ya que el Poder Judicial no poseía aún un edificio propio. El arquitecto Pedro Benoit diseñó una reforma integral: elevó la torre diez metros y colocó una cúpula azulejada con aires nórdicos, el techo perdió sus tradicionales tejas y los balcones fueron vestidos con balaustradas, la arcada principal enmarcada por columnatas y toda la fachada recibió un tratamiento italianizante.
Los gustos por la moda europea hacían que la arquitectura colonial fuera vista como pobre e insípida, y así el Cabildo fue sencillamente disfrazado, perdiendo proporcionalidad y autenticidad: la desgarbada torre no tenía nada que ver en estilo con las arquerías coloniales ni con las balaustradas. Sin embargo, solo duraría así cerca de una década.

### Demolición y reconstrucción

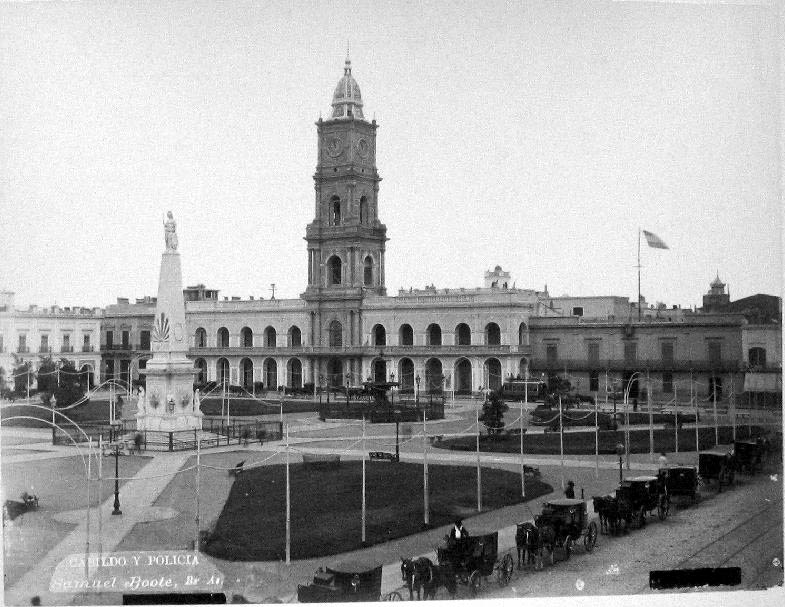
El Cabildo con decoración italianizante y la efímera torre de tres pisos, en 1879

En 1889, debido a la apertura de la avenida de Mayo, el ingeniero Juan Antonio Buschiazzo tuvo que demoler un costado del Cabildo, con lo cual desaparecieron los tres arcos del lado norte. Se aprovechó la oportunidad para demoler la torre construida por Benoit, pues su excesivo peso ponía en peligro la estabilidad de la construcción. De esta manera el edificio perdió su simetría frontal, hasta que en agosto de 1931, siendo presidente de facto José Félix Uriburu, se demolieron los otros tres arcos del lado sur para armonizar al edificio con la diagonal Julio A. Roca, a pesar de las protestas generalizadas.

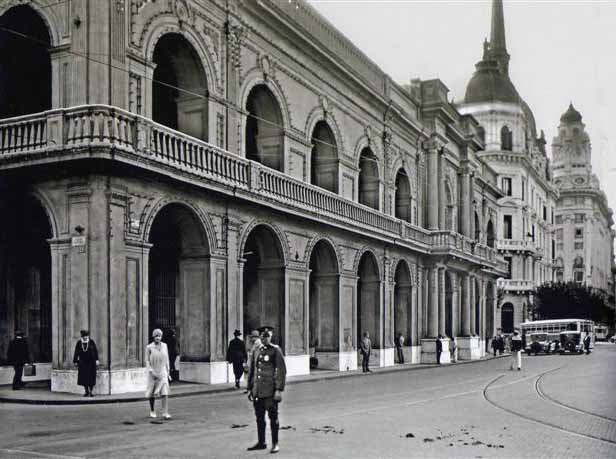
Aspecto del Cabildo mutilado en 1889, aún italianizante pero ya sin torre, hacia 1930. Aún faltaba que se demoliera un costado para abrir la Diagonal Sur.

Con motivo de esta demolición el Intendente José Guerrico afirmó que se había dado "un paso hacia la total demolición del vetusto edificio que deberá desaparecer cuanto antes pues así lo reclama el progreso de la ciudad" y solicitó al poder ejecutivo nacional que le entregase el edificio a la ciudad. Pero la campaña de los diarios en contra del proyecto de demolerlo, encabezada por La Nación, llevó a una movilización pública que terminó por echar atrás el proyecto. En sus páginas de agosto de 1932 el periódico manifestaba que "ningún interés puede justificar la destrucción de la reliquia histórica más apreciada por los argentinos" y señalaba "el afán excesivo de la opulencia material". Entonces, el 19 de mayo de 1933, se produjo la sanción a la ley n.° 11 688 (gracias a un proyecto de Carlos Alberto Pueyrredón), que dispuso la restauración de la Sala de Reuniones del Gobierno Patrio. A partir de entonces y a lo largo de esa década del 30 se presentaron muy diversos proyectos para conservar el monumento histórico o darle una mayor grandiosidad.
El 28 de abril de 1938 el Poder Ejecutivo nacional creó la Comisión Nacional de Monumentos, de Lugares y de Bienes Históricos, que al cabo de un año se instaló en el Cabildo como sede permanente. Esta comisión encomendó al arquitecto Mario Buschiazzo la restauración de la Sala Capitular y las dependencias de la planta alta. Para lograr esto, Buschiazzo se basó en planos del proyecto de Benoit, y logró restaurar las salas en noviembre de 1939, junto con el primer piso. Para la restauración del resto del edificio buscó rescatar los elementos originales, la mayoría de los cuales se hallaban en el depósito municipal. El principal problema lo constituyó la fachada posterior, pues no se guardaba documentación de la misma, de manera que se optó por hacerla similar a la delantera. La torre se reconstruyó en hormigón armado para poder diferenciar las partes nuevas de las antiguas, y se redujo con respecto al tamaño que tenía en la época de la colonia, dado que de haberlo conservado hubiese quedado desproporcionada con el menor tamaño de apenas cinco arcos que tenía ahora el Cabildo.

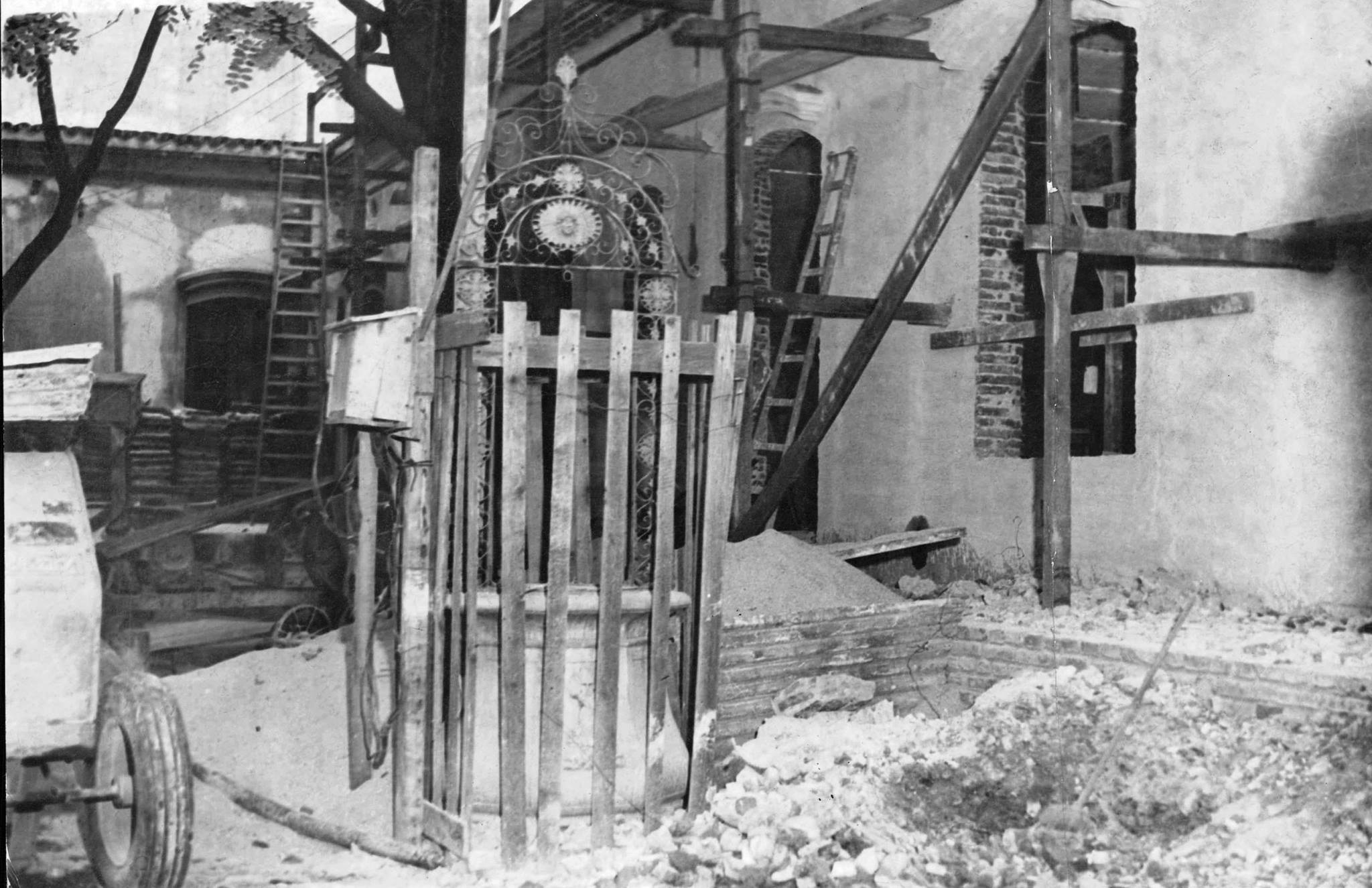
Obras de reconstrucción del Cabildo colonial en 1940. En la foto, un aljibe que perteneció a la familia de Rosas y se instaló en el nuevo patio. (Foto: AGNA)

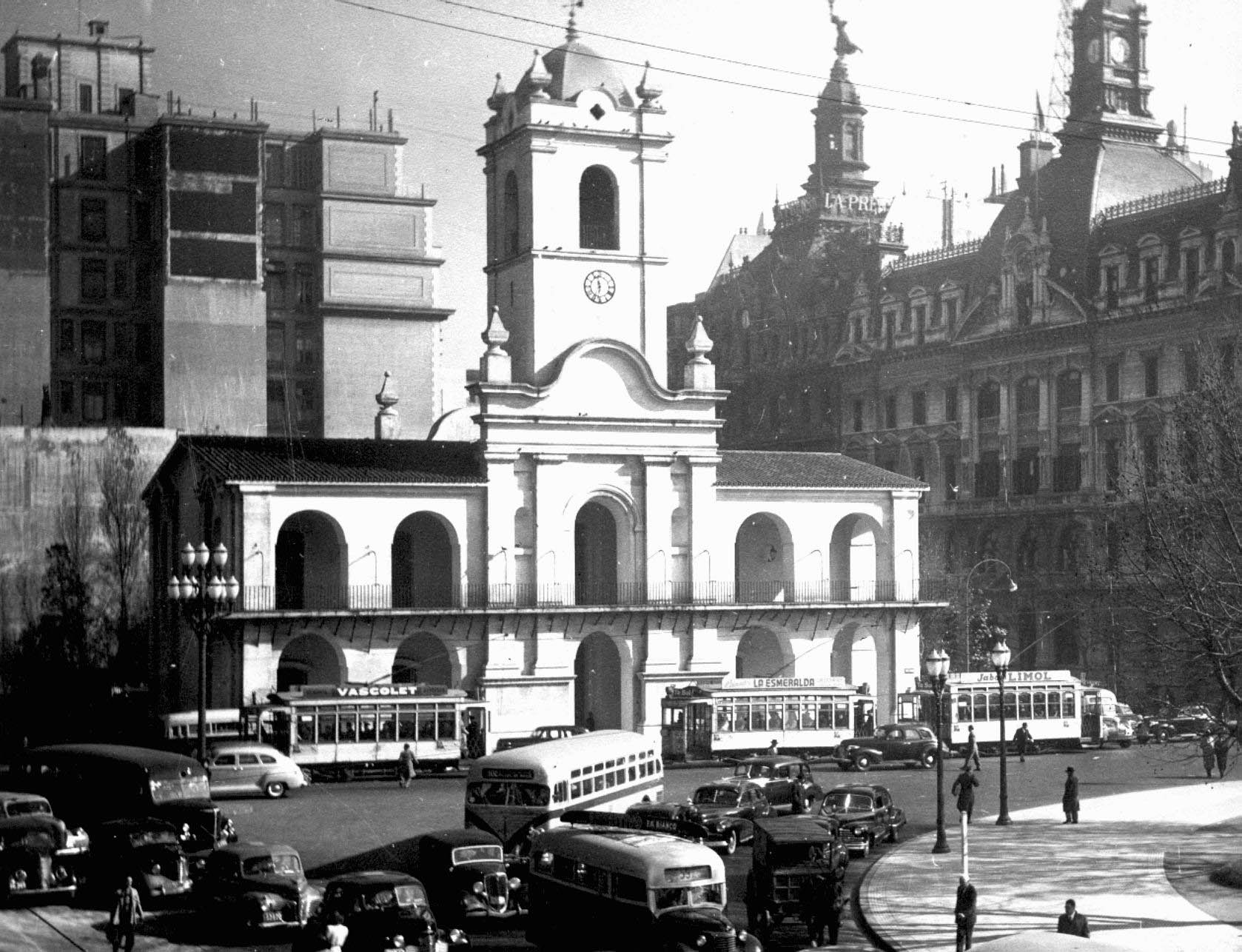
Ya restaurado a su aspecto actual, en 1950

La restauración total fue inaugurada el 11 de octubre de 1940 y aunque la obra también tuvo algunas críticas, fue la primera restauración de un Monumento Histórico Nacional realizada en la Argentina que buscó recuperarla científicamente.
La obra incluyó la creación de una plaza detrás del edificio, que estuvo ocupada por vendedores ambulantes de libros antiguos, pero en 1960, con la llegada del sesquicentenario de la Revolución de Mayo, se los expulsó con la idea de crear una casa similar a los Altos de Riglós (un edificio colonial que existía en el lote vecino al Cabildo) y modelar un patio colonial que "ofreciera una visión de antaño en el mismo centro del Buenos Aires moderno".
Además, un sector del muro perimetral sobre la esquina de la calle Yrigoyen fue modificado para la construcción de una boca de acceso a la estación Bolívar del subte, inaugurada en 1966.

### Comisión de Museos

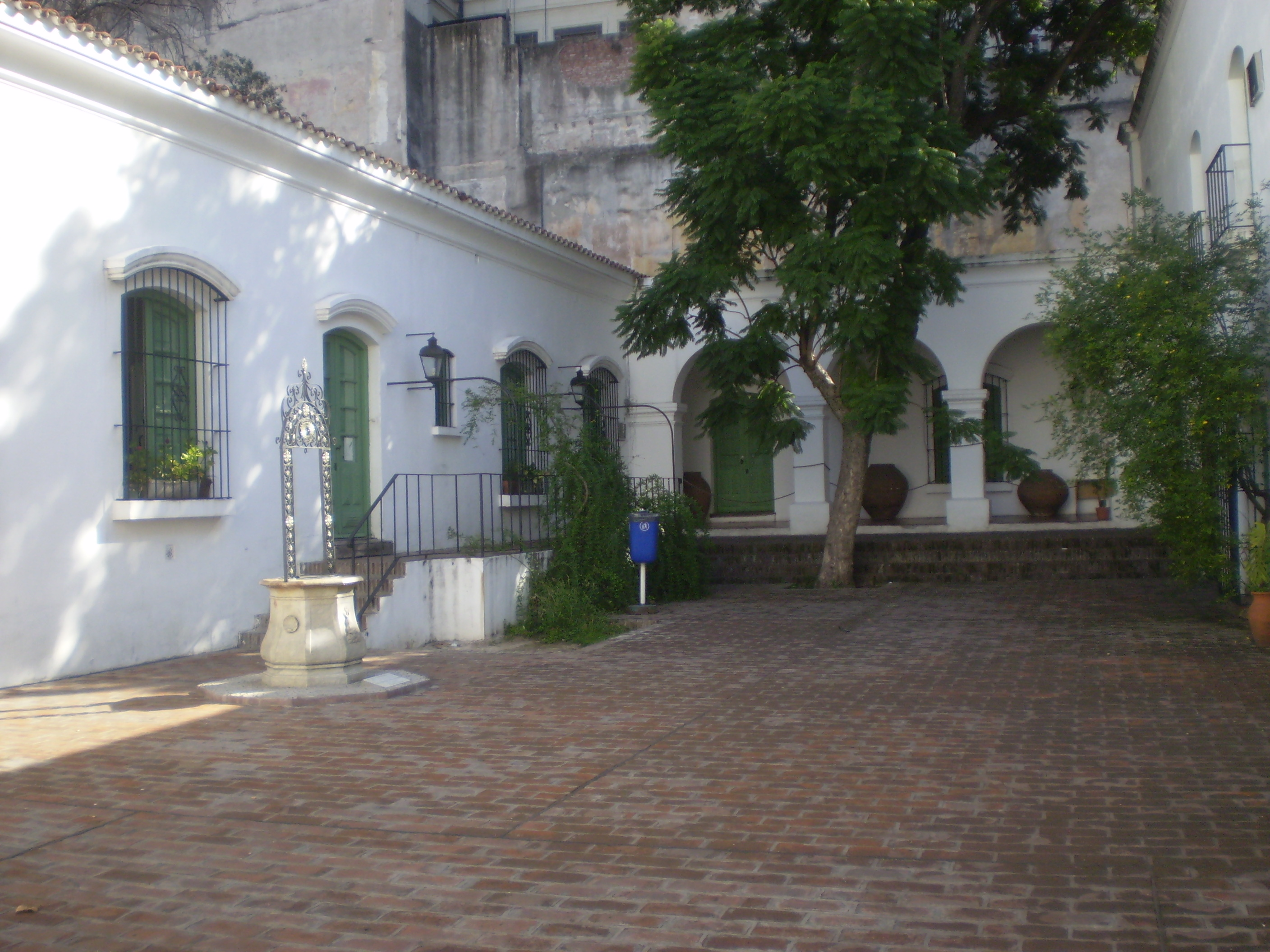
Patio del Cabildo, remodelado en 1960.

Sobre el patio trasero del Cabildo, el prestigioso arquitecto Alejandro Bustillo diseñó en 1960 la sede de la Comisión Nacional de Monumentos, de Lugares y de Bienes Históricos, el organismo nacional a cargo de la administración y mantenimiento de los museos y monumentos históricos de la Argentina. Antes de la restauración de 1940, ese espacio estaba ocupado por diversas oficinas y ambientes agregados al antiguo edificio del Cabildo cuando se lo había transformado en sede de la Cámara Civil en 1879. Todas estas construcciones anexas fueron demolidas y se abrió al público el nuevo Patio del Cabildo, incluyendo un pasaje peatonal semi-público que conecta la avenida de Mayo con la calle Yrigoyen, y en el cual funciona hoy en día un café.
La Comisión Nacional de Museos es una construcción de dos plantas, que respeta el sobrio estilo colonial vernáculo y tiene entrada por avenida de Mayo 556. Allí se encuentran las oficinas de la Comisión y se venden al público los libros y gacetillas que la misma edita, con temática histórica y arquitectónica.

## Museo Nacional del Cabildo

Guion del Regimiento n.º 71 Highlanders capturado durante la primera invasión inglesa en 1806 y exhibido al público como trofeo de guerra, en el Museo Histórico Nacional del Cabildo y de la Revolución de Mayo.

En el interior del Cabildo se encuentra el Museo Nacional del Cabildo y la Revolución de Mayo, donde se exhiben cuadros, retratos, piezas y joyas del siglo XVIII, el arca fiscal de Caudales, la imprenta que fuese instalada por el virrey Vértiz en la Casa de Niños Expósitos y la lámina de Oruro obsequiada al Cabildo en ocasión de la victoria de 1807 frente a los ingleses (Invasiones inglesas). 
En el patio puede observarse un aljibe de estilo barroco americano, de 1835, que pertenecía a la casa donde nació y murió Manuel Belgrano (que estaba en la actual avenida Belgrano 430, antes llamada Santo Domingo), político, militar y creador de la Bandera Argentina y otro, de estilo neoclásico, cuya placa afirma que perteneció al solar de Venezuela 1070, que desde 1855 perteneció a Doña Mercedes López de Osornio de Chaves (hermana de Agustina López de Osornio, que fue la madre de Rosas; y madrina de Juan Manuel de Rosas) y que fue donado al Cabildo el 24 de diciembre de 1940.